# Севастопольська площа
Севасто́польська пло́ща — площа в Солом'янському районі міста Києва, місцевість Чоколівка. Розташована між проспектами Повітряних Сил та Валерія Лобановського, вулицями Святослава Хороброго, Сім'ї Ідзиковських, Донецькою і Чоколівським бульваром.
Є частиною Малої окружної дороги.

## Історія
Площа сформована на межі 1950–60-х років під назвою Нова. Сучасна назва — з 1967 року. Реконструйована 2001 року, під площею в новозбудованому тунелі прокладено автомобільну дорогу, транспортну розв'язку реконструйовано.

## Цікаві факти
На площі розташований заклад громадського харчування McDonald's, що на момент відкриття у 2 половині 1990-х років був одним із перших закладів цієї мережі, відкритих у Києві. Близько 2004 року біля нього було встановлено переобладнаний під кімнату для дітей трамвайний вагон. Вагон стоїть на рейках і є своєрідним пам'ятником давно забутій Кадетській трамвайній лінії, що колись пролягала в цих місцях, хоча ціль нагадати про цю лінію ініціаторами встановлення вагону безумовно, не ставилася.

## Зображення

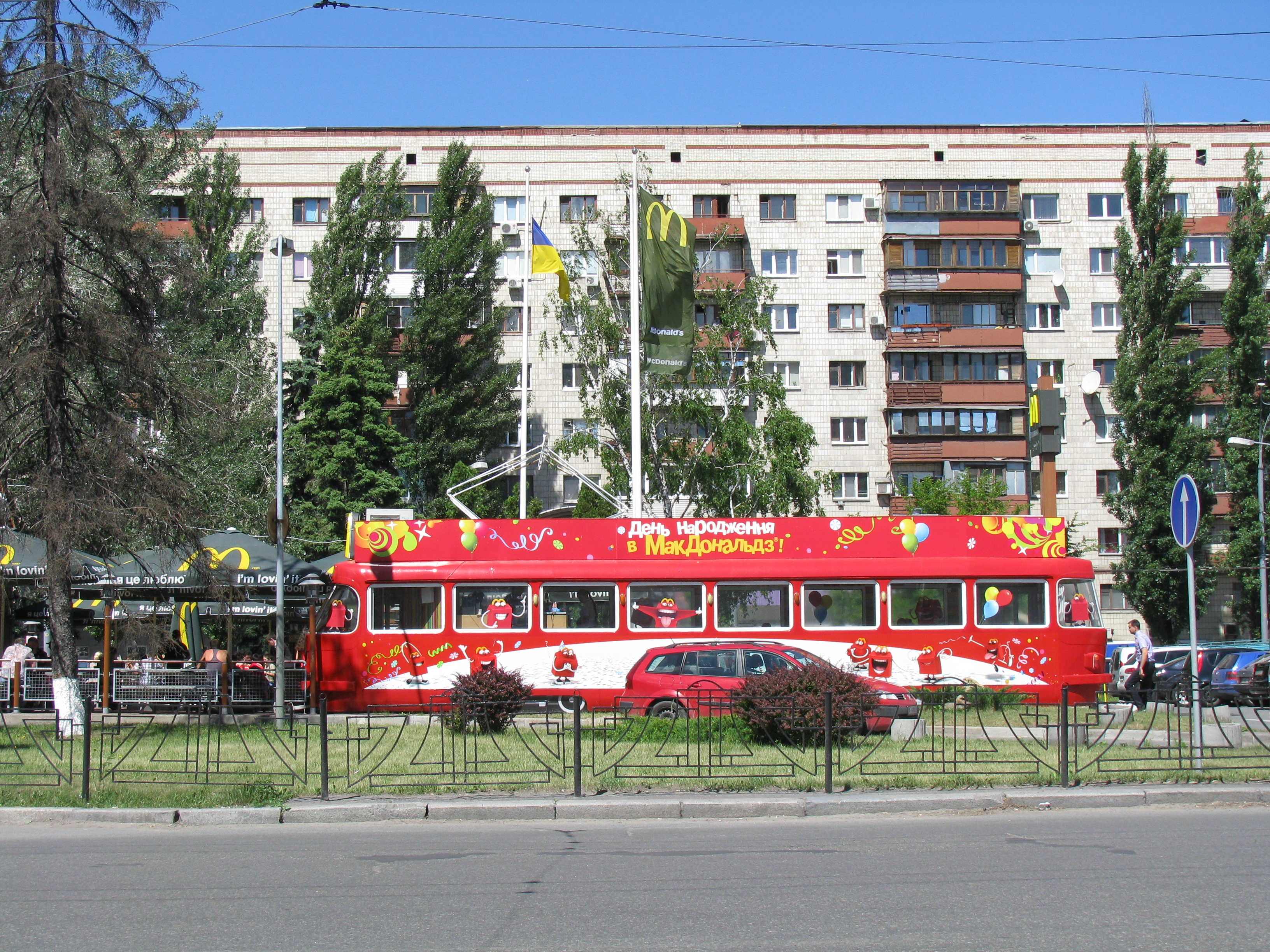
Трамвай біля Мак-Дональдсу, Севастопольська площа(Демонтовано у 2024 в ході реконструкції закладу)
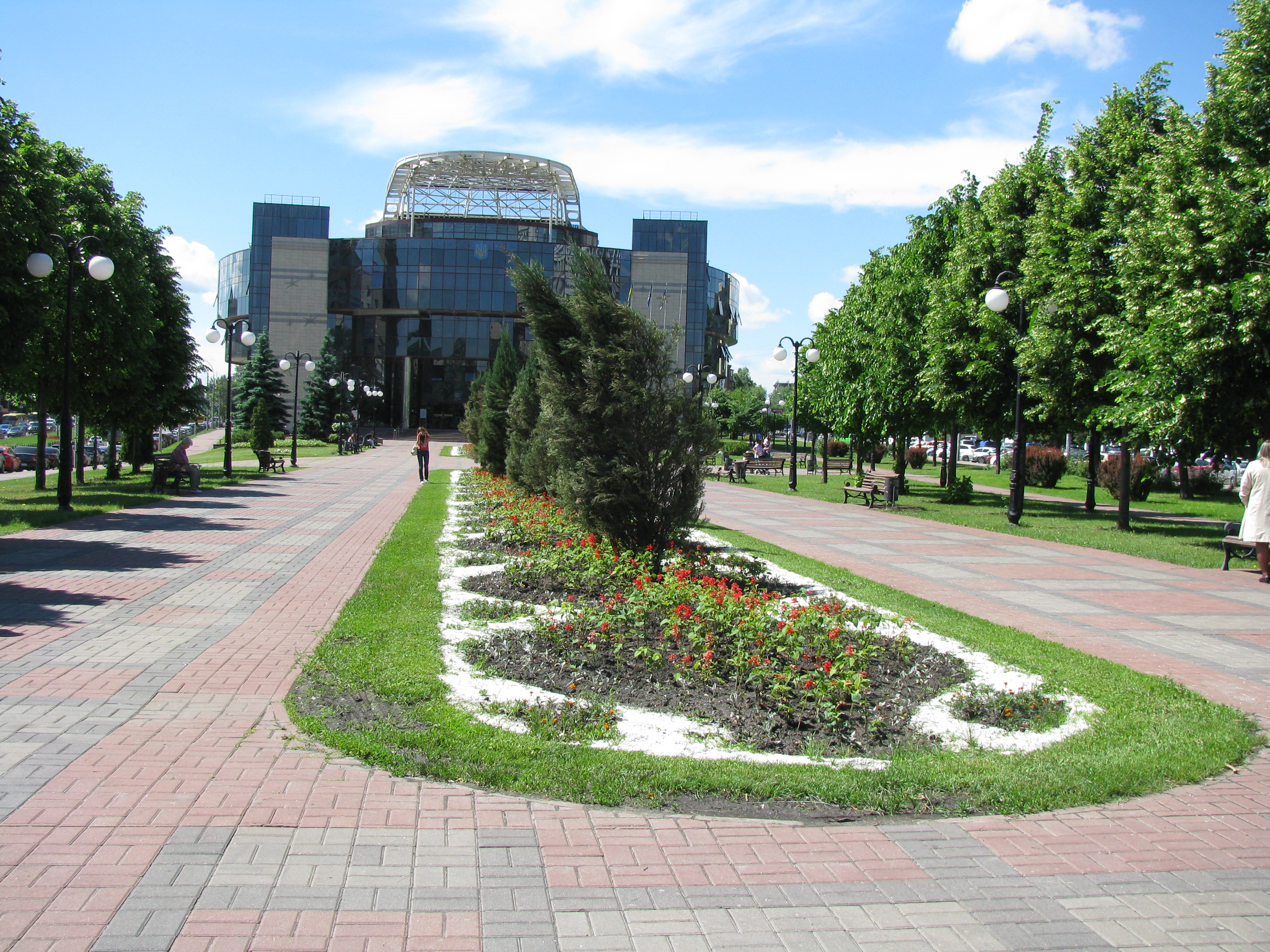
Солом'янська РДА на Севастопольській площі